# Héctor Nacimiento

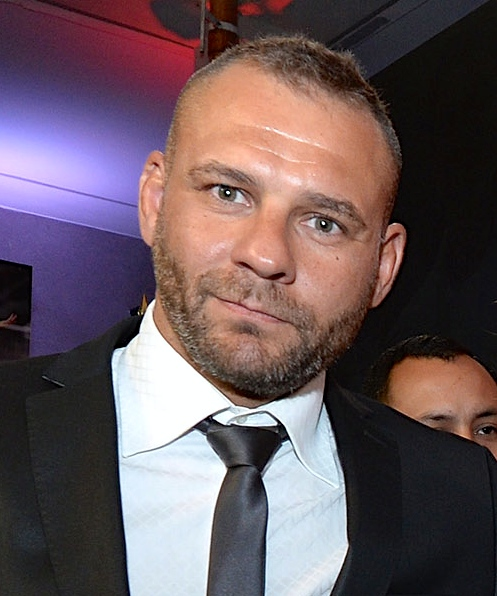
Hector Nacimiento Lorenzo

Hector Nacimiento Lorenzo (Madrid, 9 de julio de 1977) es un yudoca español miembro del Equipo Nacional de Judo y Licenciado en Ciencias de la Actividad Física y Deporte por la Universidad Politécnica de Madrid. 
Consiguió, el Subcampeonato del Mundo Universitario por Equipos de Judo en 1999, también fue Campeón de la copa del Mundo de Suecia 2000 y subcampeón Iberoamericano de Judo 2001.
En el año 2007, decide cambiar de modalidad, y empieza a competir en Ju Jitsu, quedando ese mismo año Campeón de España y campeón de Europa (Turin), y en el año 2008 5º en el Campeonato del Mundo (Suecia) y nuevamente Campeón de España.
Del año 2009 a 2012 fue Técnico de la Federación Española de Judo ocupando el cargo de Planificador-Preparador Físi co del Equipo Nacional de Judo(Tecnificación). En el año 2012 es designado por la FIJ (Federación Internacional de Judo) como experto para impartir cursos de Solidaridad Olímpica (Comité Olímpico Internacional).
Desde Abril del año 2013 hasta noviembre de 2016 ocupa el cargo de Head Coach del Equipo Nacional de Chile de Judo, siendo el entrenador que acude a los Juegos Olímpicos de Río 2016 con el equipo de Judo chileno.